# Manuel Nunes Formigão
Manuel Nunes Formigão, né le 1er janvier 1883 à Tomar et décédé le 30 janvier 1958 à Fátima, était un prêtre catholique portugais, connu pour avoir été l'un des principaux promoteurs de la dévotion à Notre-Dame de Fátima et comme le fondateur des Sœurs réparatrices de Notre-Dame des Douleurs.
Il est reconnu vénérable par l'Église catholique.

## Biographie
Manuel Nunes Formigão est issu d'une famille aisée et très religieuse. En octobre 1900, il intègre le séminaire de Santarém. Obtenant d'excellents résultats, ses supérieurs l'envoient poursuivre ses études à Rome, devenant docteur de droit canonique et en théologie auprès de l'Université Grégorienne en 1906. Manuel Nunes Formigão est ordonné prêtre le 4 avril 1908. De retour au Portugal, il est affecté au séminaire de Santarém comme professeur. En 1917, il assiste aux apparitions de Fátima, et il aura l'occasion d'interroger les trois petits bergers le 13 octobre 1917, après le miracle du soleil. Don Formigão assistera les trois enfants les mois suivant les apparitions, et notamment Jacinthe Marto, qui lui confiera, quelques jours avant de mourir, en février 1920, plus de détails des messages que leur aurait adressé la Vierge Marie, sans pour autant révéler les secrets de Fátima. Du fait de sa proximité avec les évènements, Don Formigão sera nommé dans la commission d'étude des apparitions par les autorités ecclésiastiques. 
Convaincu de la véracité des apparitions mariales de Fátima, notamment en raison du comportement des trois enfants, c'est dans cette optique qu'il regroupa autour de lui des jeunes femmes désireuses de devenir religieuses pour faire la promotion des messages que la Vierge Marie aurait donné à Fátima (notamment la récitation quotidienne du rosaire, les sacrifices pour la conversion des pécheurs, ainsi que des actes de réparation au Cœur immaculé de Marie et aux douleurs de Marie) et pour aider les prêtres dans leurs œuvres d'évangélisation. L'association prit de l'importance et devint la congrégation des Sœurs réparatrices de Notre-Dame de Fátima en 1949. En parallèle, le père Formigão exerce ses charges pastorales dans différentes paroisses où il est affecté, dans chacune desquelles il incite les fidèles aux messages de Notre-Dame de Fátima, pour lesquels il fonde l'Œuvre réparatrice, et tente de stimuler leur foi par des manifestations populaires, comme des processions ou encore l'organisation de retraites. En 1954, l'évêque de Leiria l'appel à Fátima où il travailla au sein du sanctuaire marial jusqu'à sa mort. Tout au long de sa vie, il a également développé sa congrégation, et encouragé ses religieuses par différentes visites et enseignements.

## Béatification
Le 14 avril 2018, le pape François reconnaît que Manuel Nunes Formigão avait vécu les vertus chrétiennes à un degré héroïque, lui attribuant ainsi le titre de vénérable.

## Sources
- Mémoires de Sœur Lucie (livre gratuit au format PDF).